# Ndao (Insel)
Ndao (Dhao) ist eine indonesische Insel im Timorarchipel (Kleine Sundainseln). Sie gehört zum Kecamatan (Distrikt) Ndao Nuse, Kabupaten (Regierungsbezirk) Rote Ndao in der Provinz Ost-Nusa Tenggara.
Ndao liegt westlich der Insel Roti. Orte auf Ndao sind Lombo und Legdeiki. Ndao hat eine Fläche von 863 ha.